# Skagafjarðarsýsla (condado)

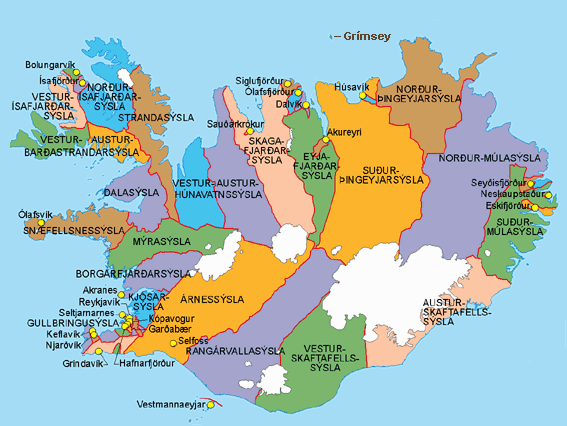
Os condados da Islândia

O Condado Skagafjarðarsýsla é um dos 23 condados em que a Islândia está tradicionalmente dividida.  
Está situado no norte do país, pertencendo à região Norðurland Vestra.

## Geografia
Devido à sua posição geográfica, tem um clima frio no inverno e temperado no verão.

## Comunas
O condado de Skagafjarðarsýsla está subdivido em 2 comunas:
- Akrahreppur
- Skagafjörður

## Cidades e localidades principais
As maiores localidades do condado são:
- Sauðárkrókur
- Hofsós
- Varmahlíð